# Deutzia setchuenensis
Deutzia setchuenensis är en hortensiaväxtart som beskrevs av Adrien René Franchet. Deutzia setchuenensis ingår i släktet deutzior, och familjen hortensiaväxter.

## Underarter
Arten delas in i följande underarter:
- D. s. corymbiflora
- D. s. longidentata

## Bildgalleri

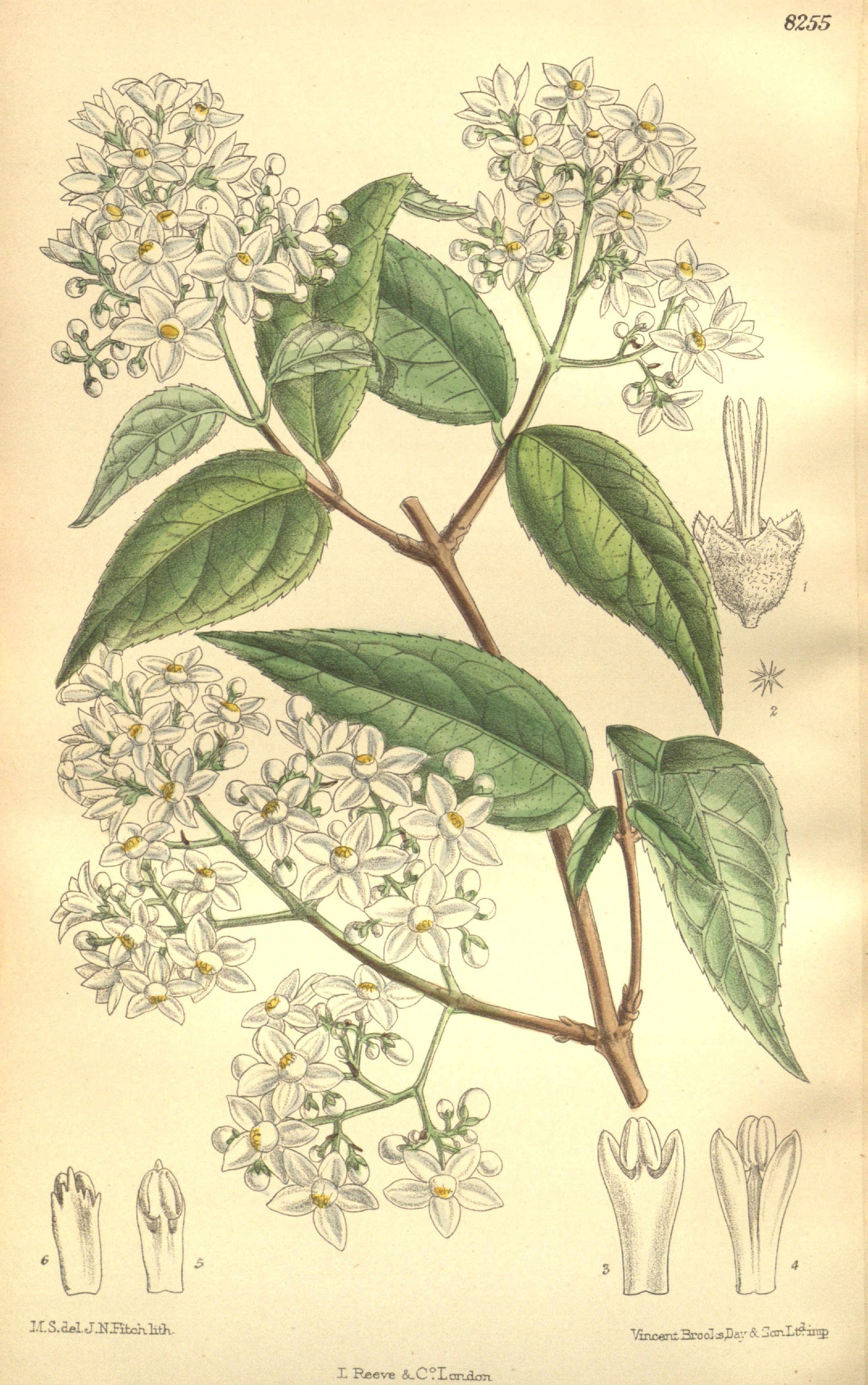